# Condado de Essex (Massachusetts)
O Condado de Essex (em inglês:  Essex County) é um dos 14 condados do estado norte-americano de Massachusetts. As sedes do condado são Salem e Lawrence, e sua maior cidade é Lynn.
O condado possui uma área de 2 146 km², dos quais 1 276 km² estão cobertos por terra e 870 km² por água, uma população de 743 159 habitantes, e uma densidade populacional de 582,5 hab/km² (segundo o censo nacional de 2010). É o terceiro condado mais populoso de Massachusetts.